# ميغيل رويز (لاعب اتحاد الرغبي)
ميغيل رويز (بالإسبانية: Miguel Ruiz) هو لاعب اتحاد الرغبي أرجنتيني، ولد في 10 يناير 1975 في مندوزا في الأرجنتين.

## وصلات خارجية
- ميغيل رويز عل موقع إسبنسكروم (الإنجليزية)
- ميغيل رويز على موقع ItsRugby.co.uk (الإنجليزية)